# Grand Prix automobile de Tchécoslovaquie 1934
Le Grand Prix automobile de Tchécoslovaquie 1934 est un Grand Prix qui s'est tenu sur le circuit de Masaryk le 30 septembre 1934.

## Grille de départ
| 1re ligne | Pos. 1               |                       | Pos. 2           |                     | Pos. 3                   |
|           | Hartmann Bugatti     |                       | Varzi Alfa Romeo |                     | Chiron Alfa Romeo        |
| 2e ligne  |                      | Pos. 4                |                  | Pos. 5              |                          |
|           |                      | Comotti Alfa Romeo    |                  | Stuck Auto Union    |                          |
| 3e ligne  | Pos. 6               |                       | Pos. 7           |                     | Pos. 8                   |
|           | Sebastian Auto Union |                       | Pohl Bugatti     |                     | Caracciola Mercedes-Benz |
| 4e ligne  |                      | Pos. 9                |                  | Pos. 10             |                          |
|           |                      | Fagioli Mercedes-Benz |                  | Henne Mercedes-Benz |                          |
| 5e ligne  | Pos. 11              |                       | Pos. 12          |                     | Pos. 13                  |
|           | Bjørnstad Alfa Romeo |                       | *                |                     | Nuvolari Maserati        |
| 6e ligne  |                      | Pos. 14               |                  | Pos. 15             |                          |
|           |                      | Benoist Bugatti       |                  | Wimille Bugatti     |                          |
| 7e ligne  | Pos. 16              |                       | Pos. 17          |                     | Pos. 18                  |
|           | Leiningen Auto Union |                       | Pavliček Bugatti |                     | Holešak Bugatti          |

*Josef Brázdil est victime d'un accident mortel lors des essais.

## Classement de la course
| Pos. | no | Pilote                        | Écurie                     | Châssis           | Tours | Temps/Abandon     | Grille |
| ---- | -- | ----------------------------- | -------------------------- | ----------------- | ----- | ----------------- | ------ |
| 1    | 10 | Hans Stuck                    | Auto Union AG              | Auto Union Type A | 17    | 3 h 53 min 27 s 9 | 5      |
| 2    | 18 | Luigi Fagioli                 | Daimler-Benz AG            | Mercedes-Benz W25 | 17    | + 2 min 56 s 6    | 9      |
| 3    | 26 | Tazio Nuvolari                | Officine Alfieri Maserati  | Maserati 6C-34    | 17    | + 3 min 46 s 2    | 13     |
| 4    | 32 | Hermann zu Leiningen          | Auto Union AG              | Auto Union Type A | 17    | + 8 min 37 s 3    | 16     |
| 5    | 4  | Achille Varzi                 | Scuderia Ferrari           | Alfa Romeo P3     | 17    | + 10 min 41 s     | 2      |
| 6    | 20 | Ernst Jakob Henne Hanns Geier | Daimler-Benz AG            | Mercedes-Benz W25 | 16    | + 1 tour          | 10     |
| 7    | 12 | Wilhelm Sebastian             | Auto Union AG              | Auto Union Type A | 16    | + 1 tour          | 6      |
| 8    | 2  | László Hartmann               | Privé                      | Bugatti Type 51   | 15    | + 2 tours         | 1      |
| Abd. | 16 | Rudolf Caracciola             | Daimler-Benz AG            | Mercedes-Benz W25 | 11    | Roue brisée       | 8      |
| Abd. | 6  | Louis Chiron                  | Scuderia Ferrari           | Alfa Romeo P3     | 9     | Tuyaux d'huile    | 3      |
| Abd. | 8  | Gianfranco Comotti            | Scuderia Ferrari           | Alfa Romeo P3     | 9     | Réservoir         | 4      |
| Abd. | 14 | Zdenek Pohl                   | Valdemar Gut               | Bugatti Type 51   | 8     | Accident          | 7      |
| Abd. | 22 | Eugen Bjørnstad               | Privé                      | Alfa Romeo Monza  | 8     | Moteur            | 11     |
| Abd. | 28 | Robert Benoist                | Automobiles Ettore Bugatti | Bugatti Type 59   | 8     | Suspension        | 14     |
| Abd. | 30 | Jean-Pierre Wimille           | Automobiles Ettore Bugatti | Bugatti Type 59   | 6     | Boîte de vitesses | 15     |
| Abd. | 36 | František Holešak             | Privé                      | Bugatti Type 35B  | 6     |                   | 18     |
| Abd. | 34 | Jan Pavliček                  | Privé                      | Bugatti Type 35C  | 1     |                   | 17     |
| Np.  | 24 | Josef Brázdil                 | Privé                      | Maserati 6C-34    |       | Accident mortel   | 12     |
| Np.  |    | August Momberger              | Auto Union AG              | Auto Union Type A |       | Malade            |        |
| Np.  |    | Hanns Geier                   | Daimler-Benz AG            | Mercedes-Benz W25 |       | Pilote de réserve |        |

- Légende: Abd.=Abandon ; Np.=Non partant

## Pole position et record du tour
- Pole position :  László Hartmann (Bugatti) par tirage au sort.
- Meilleur tour en course :  Luigi Fagioli (Mercedes-Benz) en 13 min 16 s 2.